# Adlullia divisa
Adlullia divisa är en fjärilsart som beskrevs av Walker 1862. Adlullia divisa ingår i släktet Adlullia och familjen tofsspinnare. Inga underarter finns listade i Catalogue of Life.